# Александрія Карлсен
Александрія Ка́рлсен (англ. Alexandria Karlsen; нар. 26 жовтня 1978, Меса, Аризона, США) — американська фотомодель, акторка і журналістка.

## Кар'єра
У 15 років працювала журналісткою в кількох газетах і журналах.
Почала кар'єру фотомоделі у 18 років. Була Playmate журналу Playboy в березні 1999 року, її фотосесія була знята Арні Фрайтагом і Стефеном Вайда. Після своєї появи на розвороті журналу Карлсен з'явилася в кількох відео Playboy.
У листопаді 2002 року з'явилася в журналі «Stuff».
У липні 2006 року знялася для журналу «Penthouse», ставши третьою Playmate Playboy, стала Penthouse Pet після Лінн Томас і Вікторії Здрок.

## Особисте життя
З 2002 року одружена з Меттью Вульфом, у них двоє дітей.